# Handicap Sport Varese
La Handicap Sport Varese è una società sportiva paralimpica nata con l'intento di promuovere lo sport per le persone disabili. Per ragioni di sponsorizzazione è nota come Amca Elevatori HSVarese.

## Storia
Fondata nel 1984, dagli anni '90 dedica la sua attività principalmente al basket in carrozzina. Dal 2001 torna all'attività agonista di alto livello grazie alla partnership e il sostegno di Pallacanestro Varese. La scalata iniziata nel 2011 porta l'HSVarese in pochi anni dalla Serie B alla Serie A ed alla partecipazione nel 2015 al Wheelchair Basketball Federation Euroleague 3.

## Roster 2022-2023
|  | Naz.                 | Ruolo | Sportivo            | Anno |  |  | Note |
|  | -------------------- | ----- | ------------------- | ---- |  |  | ---- |
|  | Italia (bandiera)    | PG    | Mauro Fiorentini    | 1973 |  |  | 1.0  |
|  | Italia (bandiera)    |       | Lorenzo Molteni     | -    |  |  | -    |
|  | Italia (bandiera)    | G     | Francesco Roncari   | 1993 |  |  | 2.0  |
|  | Italia (bandiera)    | AC    | Gabriele Silva      | 1992 |  |  | 4.5, |
|  | Italia (bandiera)    | PG    | Mattia Sala         | 1992 |  |  | 1.5  |
|  | Svizzera (bandiera)  | G     | Alan Mazzolini      | 1990 |  |  | 2.0  |
|  | Italia (bandiera)    | G     | Alessandro Nava     | 1996 |  |  | 2.5  |
|  | Italia (bandiera)    | A     | Alessandro Pedron   | 1998 |  |  | -    |
|  | Argentina (bandiera) |       | Lucas Gabriel Silva | -    |  |  | -    |
|  | Italia (bandiera)    | C     | Michele Fabris      | -    |  |  | -    |
|  | Italia (bandiera)    |       | Elisabetta Bisegna  | -    |  |  | -    |

Head Coach:  Fabio Bottini